# Azépane
L'azépane est le composé organique, hétérocylique et saturé à 7 atomes dont un d'azote. C'est une amine secondaire.
C'est aussi le nom de la famille de composés contenant cette structure cyclique.